# Am Kreuz 8

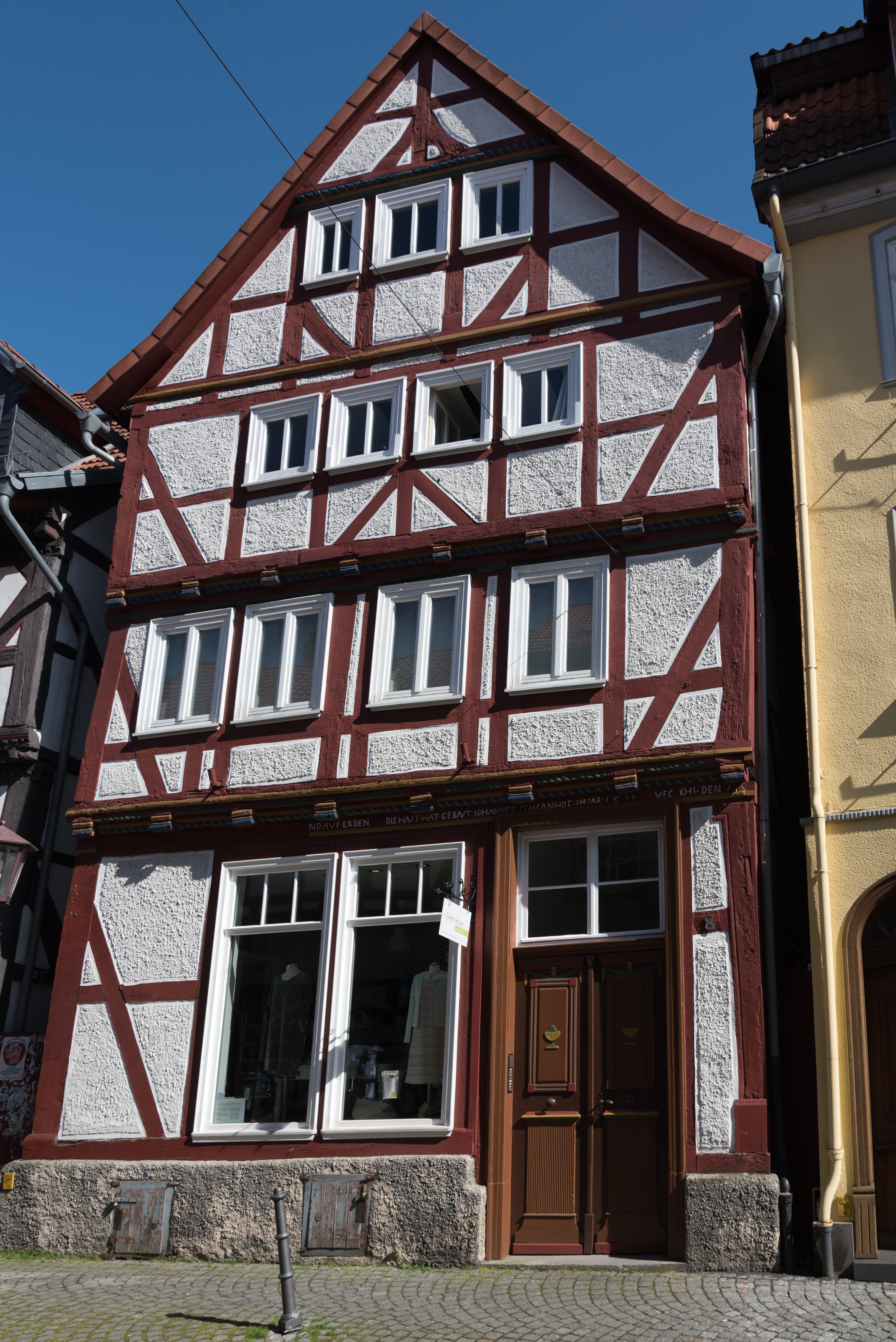
Haus Am Kreuz 8 in Alsfeld

Das Gebäude Am Kreuz 8 in Alsfeld, einer Stadt im Vogelsbergkreis in Hessen, wurde 1631 oder 1641 errichtet. Das Fachwerkhaus ist ein geschütztes Kulturdenkmal.
Das dreigeschossige Wohnhaus besitzt ein erneuertes Erdgeschoss mit ehemals tief liegendem Ern. Die zwei Obergeschosse sind mit einfach verriegelten ¾-Streben errichtet. Der Geschossüberstand wird durch Tau- und Seilbänder hervorgehoben. 
Die Tür mit Oberlicht aus dem Ende des 19. Jahrhunderts ist mit folgender Inschrift versehen: „ND AVF ERDEN DIS HAVS HAT GEBAVT IOHANNES SCH?ANHOF IM IAR 16?1 VEC ICHI DEN“.